# Bratkówka
Bratkówka is een dorp in de Poolse woiwodschap Subkarpaten. De plaats maakt deel uit van de gemeente Wojaszówka en telt 700 inwoners.